# Andrea Lazzari
Andrea Lazzari (né le 3 décembre 1984 à Bergame, en Lombardie) est un footballeur italien, évoluant au poste de milieu de terrain.
-

## Biographie
Andrea Lazzari fait ses premiers pas dans les prolifiques équipes jeunes de l'Atalanta avant de débuter à 19 ans en équipe professionnelle lors de la saison 2003-04. L'équipe évolue alors en Serie B. Lazzari joue 6 matchs lors de sa première saison et peut savourer la remontée de l'équipe en Serie A. Il fait donc dès la saison suivante ses grands débuts dans l'élite. Lazzari joue 32 matchs pour un but mais hélas l'équipe, 20e, est reléguée. Mais, à la grande surprise de tous, Andrea Lazzari se retrouve meilleur buteur de la Coupe d'Italie avec 9 buts en 8 matchs, et notamment un triplé contre la Juventus FC. Andrea Lazzari fait aussi ses débuts sous le maillot de l'Italie espoirs avec laquelle il totalise deux buts en 9 matchs.
Il reste malgré tout une saison de plus à l'Atalanta, en Serie B cette fois. Lazzari se montre une nouvelle fois un excellent joueur, marquant 4 buts en 30 matchs et participant activement à la victoire du club en championnat et à l'accession à l'élite. Pourtant, malgré les progrès du garçon, l'Atalanta prête Lazzari à l'AC Cesena la saison suivante, en Serie B. Il joue 14 matchs (1 but) avant de passer au Plaisance Calcio, toujours en prêt, au mercato d'hiver. Il y joue 13 matchs, marque 3 buts, et frôle la montée avec le club.
Il retourne à l'Atalanta à l'orée de la saison 2007-08 mais il est à nouveau prêté, en Toscane, à Grosseto, tout juste promu en Serie B. Il s'y fait remarquer en marquant du gauche un somptueux but du milieu de terrain après que le ballon ait parcouru 57 mètres. Il en met 8 au total en 40 matchs, permettant au club d'assurer un confortable maintien. Une nouvelle chance d'évoluer dans l'élite lui est donnée par le Cagliari Calcio qui l'achète à l'Atalanta en copropriété pour moins de 2 millions d'euros. Il s'impose très vite dans l'équipe sarde, entrant immédiatement dans les cadres tactiques de Massimiliano Allegri. Lors de sa première saison, il joue 36 matchs et marque deux buts. L'équipe, 9e, est la révélation du championnat. Sa deuxième est tout aussi réussie : il a marqué 6 buts en 32 matchs.
Il fait pour la première fois partie du groupe de l'Equipe d'Italie pour le premier match du nouveau sélectionneur Cesare Prandelli contre la Côte d'Ivoire le 11 août 2010. Il n'est toutefois pas utilisé.
En juillet 2011, il quitte le club sarde pour rejoindre la Fiorentina. Fin août 2012, il est prêté à Udinese.

## Clubs
- 2003-2008 :  Atalanta BC
- 2006-jan. 2007 :  AC Cesena (prêt)
- fév. 2007-2007 :  Plaisance FC (prêt)
- 2007-2008 :  US Grosseto (prêt)
- 2008-2011 :  Cagliari Calcio
- 2011-2015 : AC Fiorentina
- 2012-2014 :  Udinese Calcio (prêt)
- 2015-févr. 2016 :  Carpi FC 1909
- févr. 2016-2016 :  FC Bari 1908
- oct. 2016-oct. 2017 :  AC Pise 1909
- oct. 2017- :  Alma Juventus Fano 1906

## Palmarès
- Champion de Serie B en 2006 avec l'Atalanta Bergame.
- Meilleur buteur de la Coupe d'Italie en 2005 (9 buts) avec l'Atalanta Bergame.